# 段喜中
段喜中（1955年5月—），男，河南长葛人，中华人民共和国政治人物。

## 生平
1979年9月河南农学院农学专业毕业，1979年10月参加工作，1983年10月加入中国共产党。
1983年10月任长葛县后河乡管委会副主任、经联社副主任、主任、党委副书记；1985年2月任长葛县石固镇镇长、党委副书记、书记；1987年4月任共青团许昌市委书记；
1989年11月任禹州市委副书记。1994年3月任许昌市魏都区委书记；1996年3月任许昌市委秘书长；
2001年3月任鹤壁市副市长；2003年8月任鹤壁市纪委书记；
2004年2月任济源市委副书记；2004年3月任济源市市长；2006年12月任济源市委书记。
2010年10月任中共濮阳市委书记。
2015年2月1日，河南省十二届人大四次会议上被补选为省十二届人大常委会副主任。